# Temple maçonnique
Un temple maçonnique est le nom symbolique donné au lieu où se réunissent les loges maçonniques pour pratiquer leurs rituels, dans le cadre de réunions qu'ils nomment des « tenues ». Son agencement et sa décoration obéissent à des règles symboliques précises qui peuvent cependant différer notablement selon les époques, les pays, les rites et les degrés maçonniques.
Par extension, on nomme aussi souvent « temple maçonnique » l'ensemble du bâtiment.

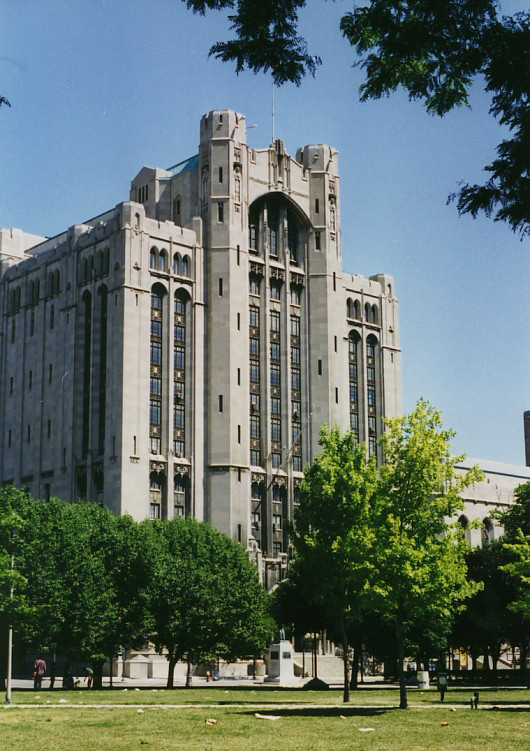
Temple maçonnique de Détroit.

## Historique

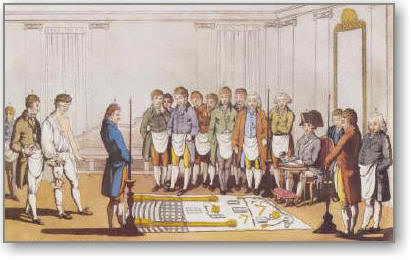
Tenue au début du XIXe siècle.

Depuis la création de la franc-maçonnerie spéculative, les francs-maçons qui forment les loges maçonniques se réunissent dans des locaux pour pratiquer leurs différents rituels, souvent suivis d'un banquet. Au départ, les lieux choisis pouvaient être de toutes natures, auberge, maison particulière, parfois même en extérieur. Les loges d'alors se réunissaient autour d'un tapis ou tableau de loge posé au sol, peint sur une toile, voire dessiné sur un tableau noir. Ce tableau présentait l'ensemble des symboles du grade maçonnique mis en œuvre pour la tenue. C'est au fil de leur développement que, peu à peu, la plupart des obédiences se sont constitué un patrimoine immobilier qui permet désormais à leurs loges de se réunir régulièrement dans des locaux permanents.

## Agencement et décors symboliques
L'agencement contemporain des temples maçonniques en France et dans le monde suit à peu près la même allégorie : celle du « temple de Salomon » tel que le relate le premier livre des Rois de la Bible (chap.5-6-7) ainsi que le deuxième livre des Chroniques (3 et 4). Aux éléments de cette allégorie s'ajoutent d'autres symboles propres à la maçonnerie spéculative et tirés de l'iconographie des tapis de loge. Chaque rite maçonnique possède de plus des caractéristiques qui lui sont propres. L'ensemble forme un espace symbolique en trois dimensions.

## Structure symbolique

### Les parvis
En franc-maçonnerie, le terme « parvis » se décline au pluriel, il s'agit des espaces immédiatement devant l'entrée du temple. Ils rappellent les parvis du Temple de Salomon, qui étaient au nombre de trois et successivement accessibles selon une certaine hiérarchie.

### La porte d'entrée

Orientation symbolique des temples maçonniques.

La porte d'entrée du temple se situe sur le côté ouest (occident). De part et d'autre de la porte, de gauche à droite, se trouvent deux colonnes nommées Jakin et Boaz et communément désignées par leur initiales, J et B. Elles sont surmontées d'un chapiteau orné de grenades, en partie ouvertes représentant la famille maçonnique et l'amitié. La grenade fut utilisée comme décoration pour le temple de Salomon. Selon les rites, les colonnes sont placées différemment : dans les rites issus du rite des Moderns, et notamment au Rite français, au Rite écossais rectifié et au Rite égyptien, Boaz est à droite (au midi) et Jakin est à gauche (septentrion) ; dans les rites issus du rite des Antients, notamment au Rite écossais ancien accepté, c'est l'inverse.

### Le Temple
Si la structure symbolique du temple est commune à tous les rites, la décoration et l'agencement des offices ou de certains symboles varient avec les pratiques rituelles. Le temple est constitué d'une pièce rectangulaire d'un seul tenant et sans fenêtres, où chaque côté porte un nom distinct. Le côté d'entrée est dit symboliquement (et indépendamment de sa situation géographique réelle) de « l'occident », il fait face au côté de « l'orient » à sa gauche le côté du « septentrion » à sa droite celui du « midi ». Il se veut une représentation du monde et du Cosmos et il est symboliquement orienté d'occident en orient (d'ouest en est) sur sa longueur, du septentrion au midi (du Nord au Sud) sur sa largeur et du nadir au zénith sur sa hauteur. Le plafond est idéalement bombé et décoré comme une « voûte céleste ». Le sol est formé d'un pavé mosaïque, soit sur sa totalité, soit pour partie, sur un rectangle central. Cette mosaïque, symbolisant le pavement du parvis du temple de Salomon, est un écho possible du Lithostrôtos. Sur le mur oriental sont représentés un triangle isocèle nommé « delta lumineux », un soleil et une lune, nommés « luminaires ». Dans la plupart des temples contemporains, une corde à nœuds, la houppe dentelée, entoure le temple au-dessous du plafond, le long des murs de l'orient, du septentrion et du midi. Elle rappelle la chaîne d'union, et comporte généralement de 7 à 12 nœuds selon le rite maçonnique pratiqué, appelés « lacs d’amours ». Dans tous les cas, une équerre et un compas sont disposés d'une manière propre au grade auquel se déroule la tenue, quel que soit le rite.

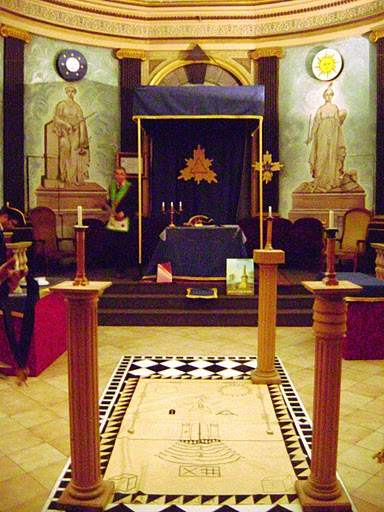
Temple du rite écossais rectifié à Perpignan.

#### Orient
Au pied du mur oriental, on trouve une estrade surélevée à laquelle on accède par au moins trois marches. On y trouve trois sièges et trois plateaux : le plus grand, au milieu et face à l'occident, est celui du « Vénérable Maître », président de la loge. Au sud et au nord, et se faisant face, se trouvent deux autres plateaux occupés par d'autres officiers, le secrétaire et l'orateur, ainsi que d'autres sièges destinés aux visiteurs ou invités. Au pied de l'estrade, une pierre brute et une pierre taillée.

#### Septentrion et midi
Les murs du septentrion et du midi reçoivent les sièges destinées aux autres francs-maçons qui participent à la tenue, ils forment ainsi les « colonnes » du nord et du midi. Les plateaux d'autres officiers de la loge sont également répartis sur ces colonnes, la disposition de ces derniers variant selon le rite utilisé. Au septentrion siègent les apprentis, au midi les compagnons, les maîtres s'assoient où ils le veulent.

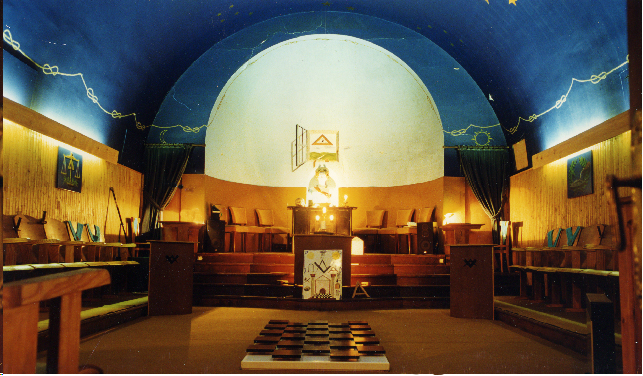
Temple de Riberac (édifié en 1893).

#### Occident
Le mur d'occident, outre la porte d'entrée recevra sur le côté nord le pupitre (nommé « plateau ») du 1er surveillant, dont la fonction est de gérer les colonnes et d’assister le « vénérable » dans la gestion de la tenue.
Dans les rites issus du rite des modernes, le plateau du 2d surveillant est placé lui aussi contre le mur occidental, de l'autre côté de la porte d'entrée. Dans les rites issus du rite des anciens, il est placé au milieu de la colonne du midi.

### Pièces annexes
En annexe se situe le cabinet de réflexion servant pour les initiations, toujours séparé du temple et la « salle humide » destinée au repas que les participants prennent en commun à la fin de l'assemblée; « les agapes ».

## Autres exemples de temples maçonniques

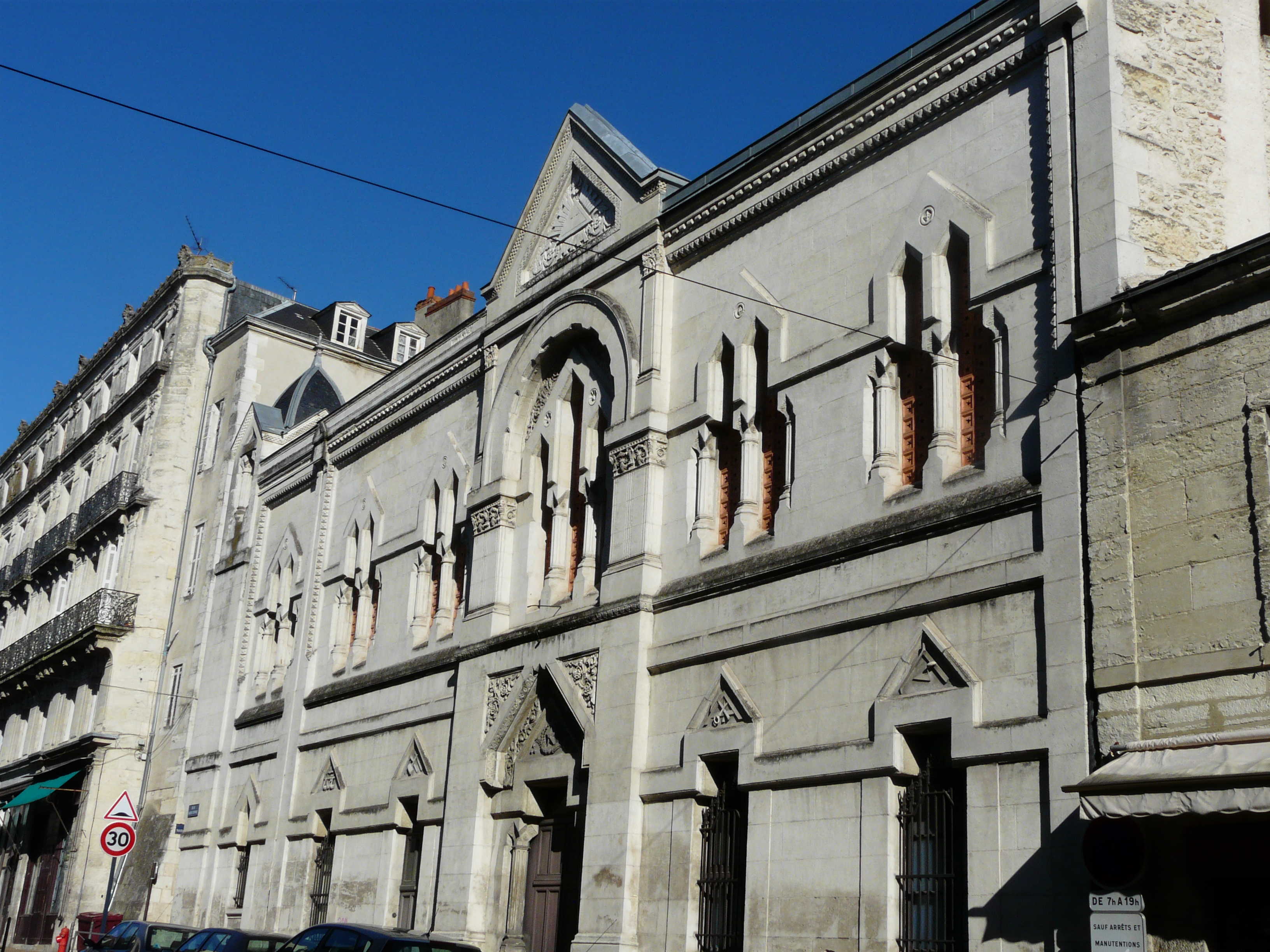
Périgueux.
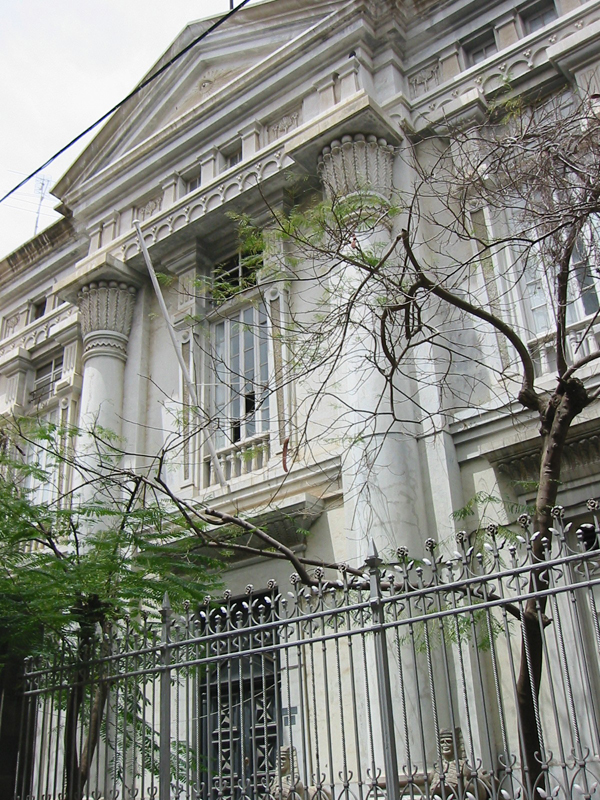
Santa Cruz de Tenerife.
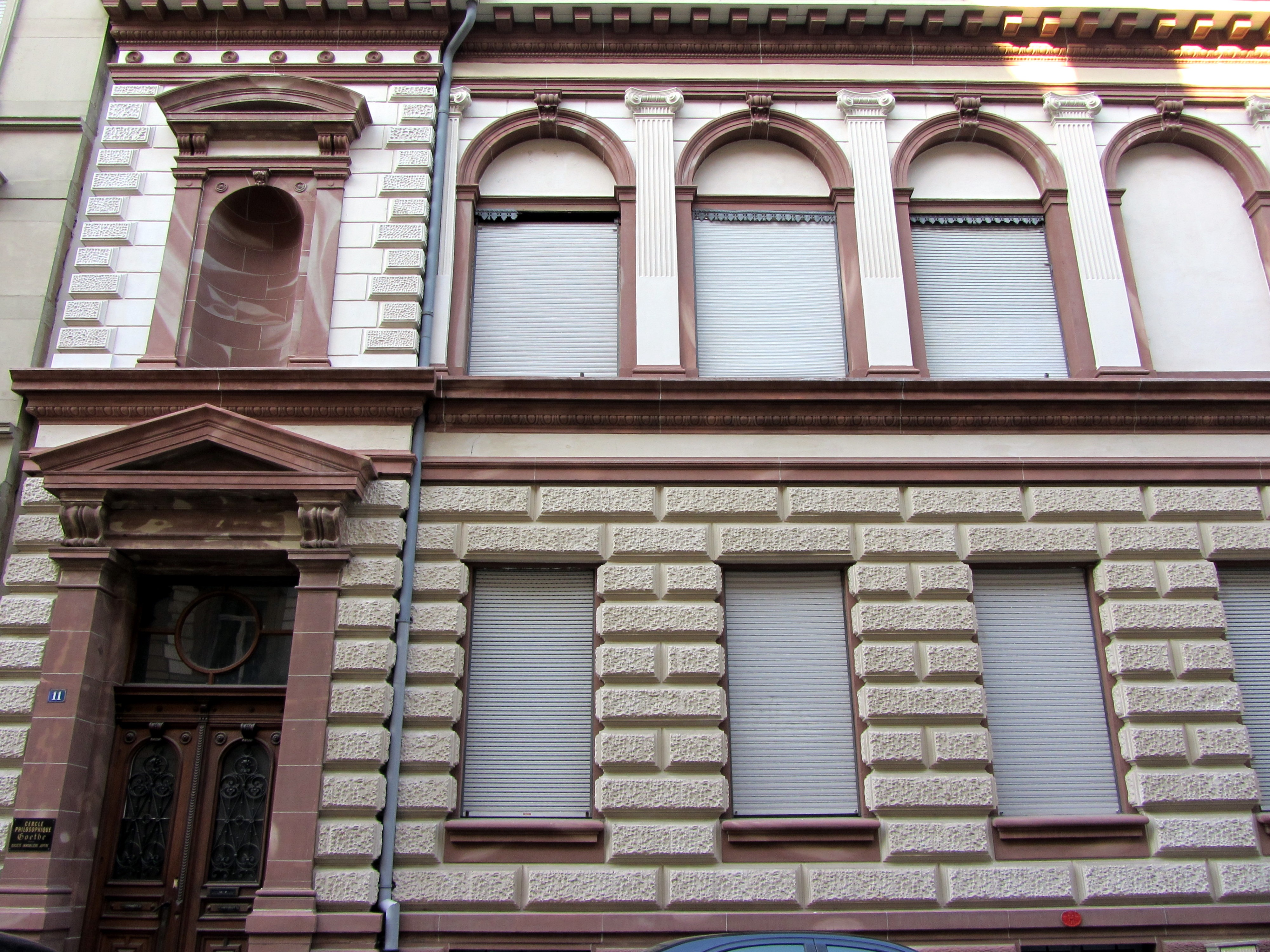
Strasbourg.
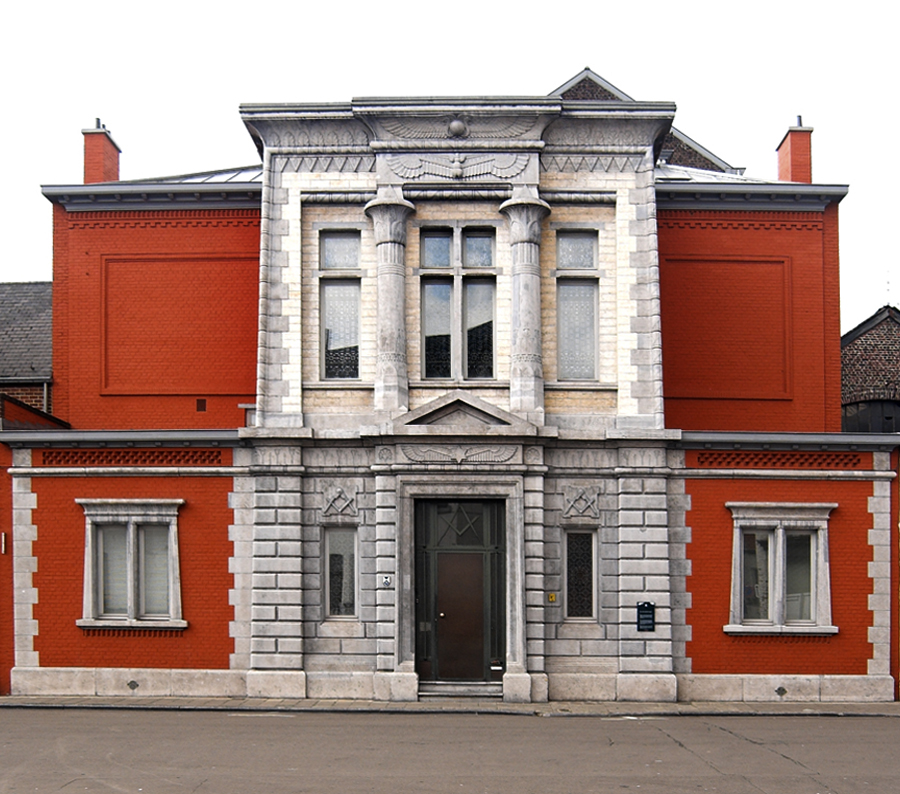
Mons.
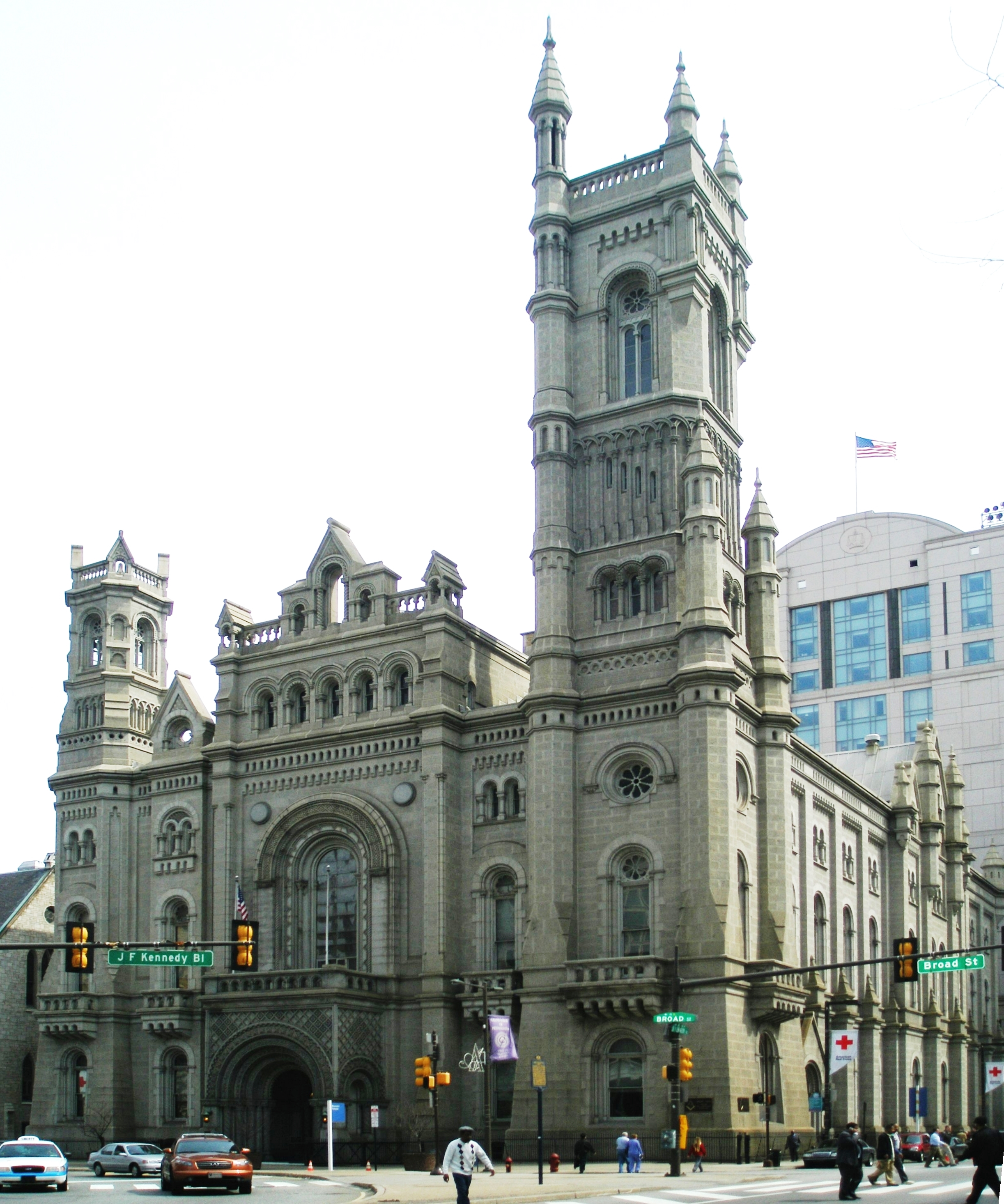
Philadelphie.
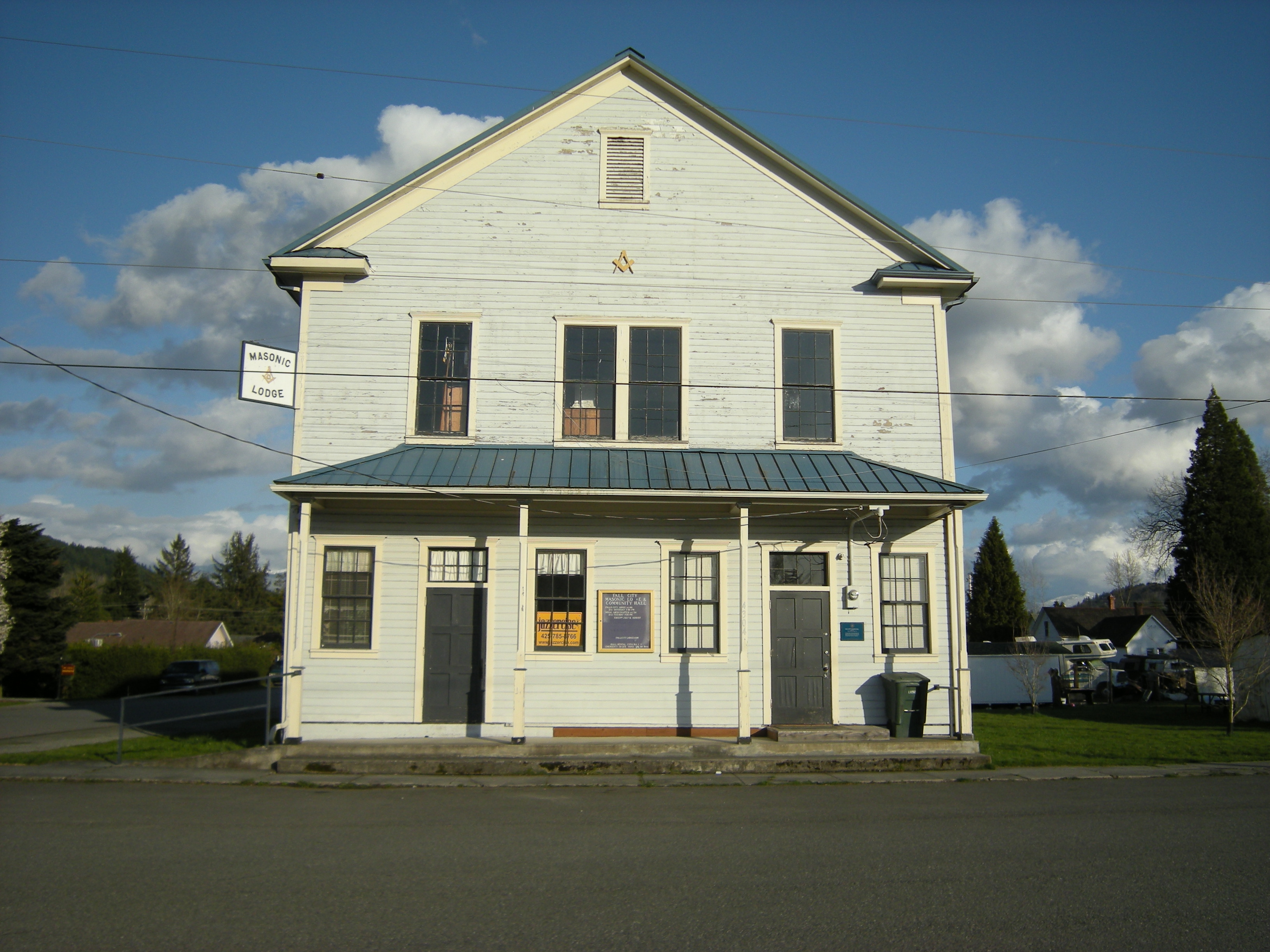
Fall City, WA, États-Unis.
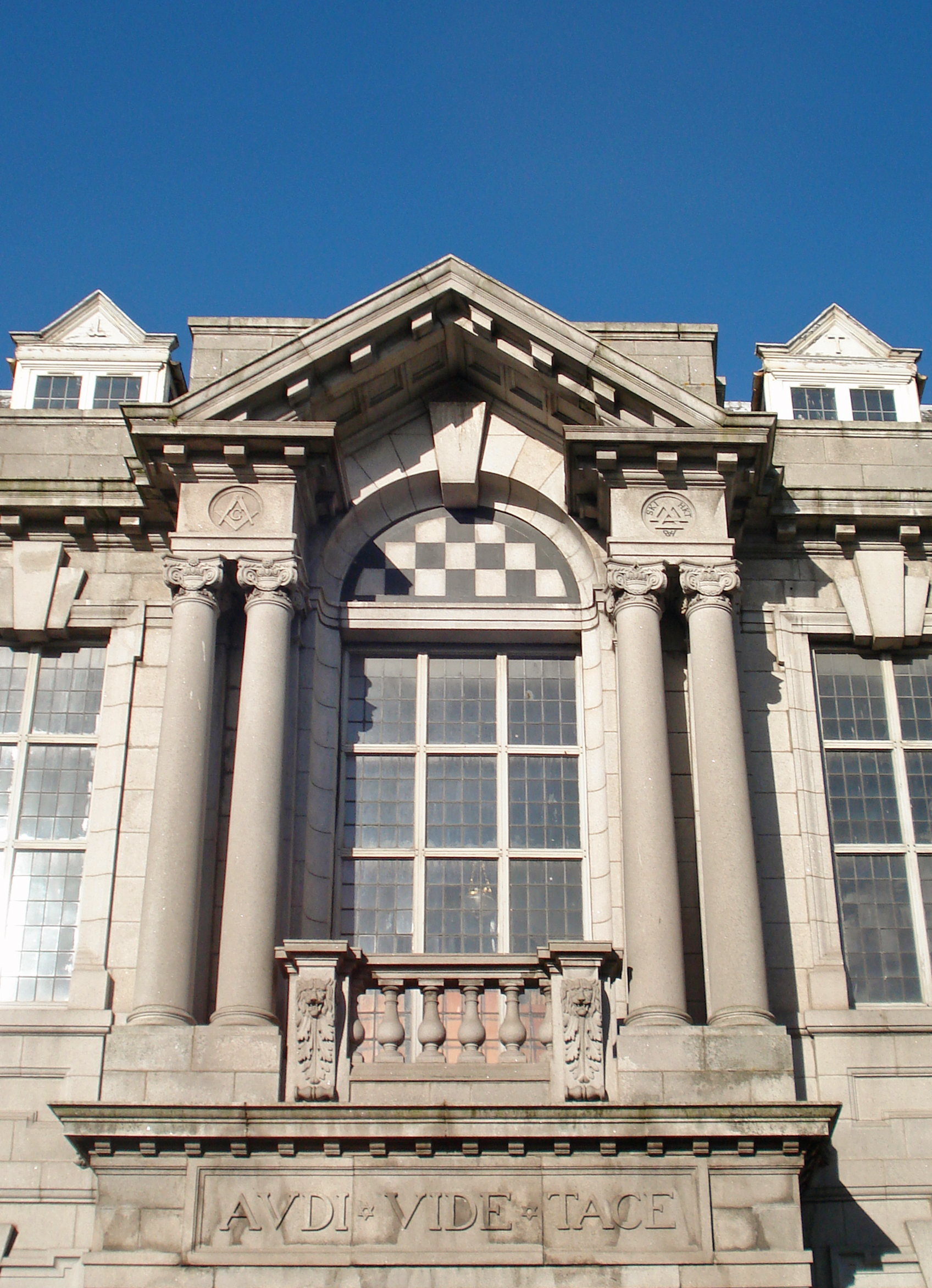
Aberdeen.
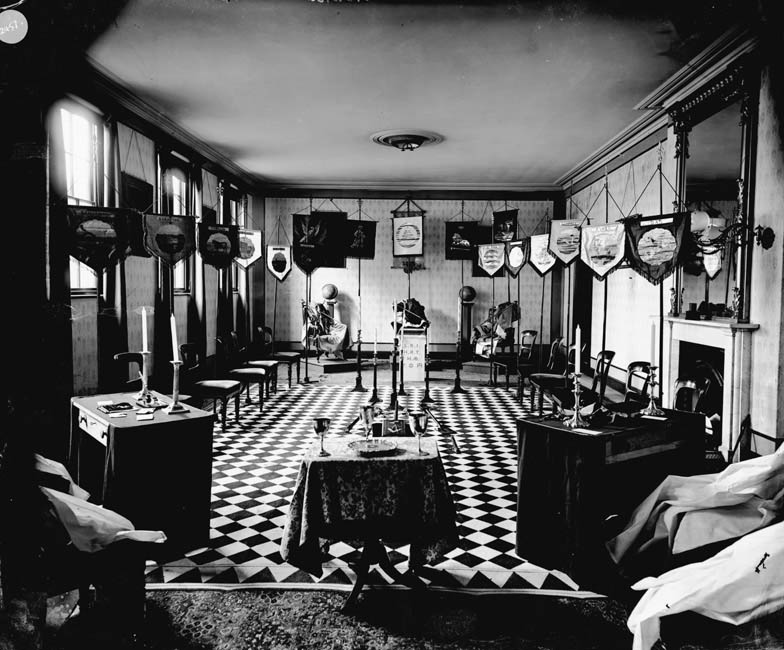
St Edmunds, Angleterre, vers_1900
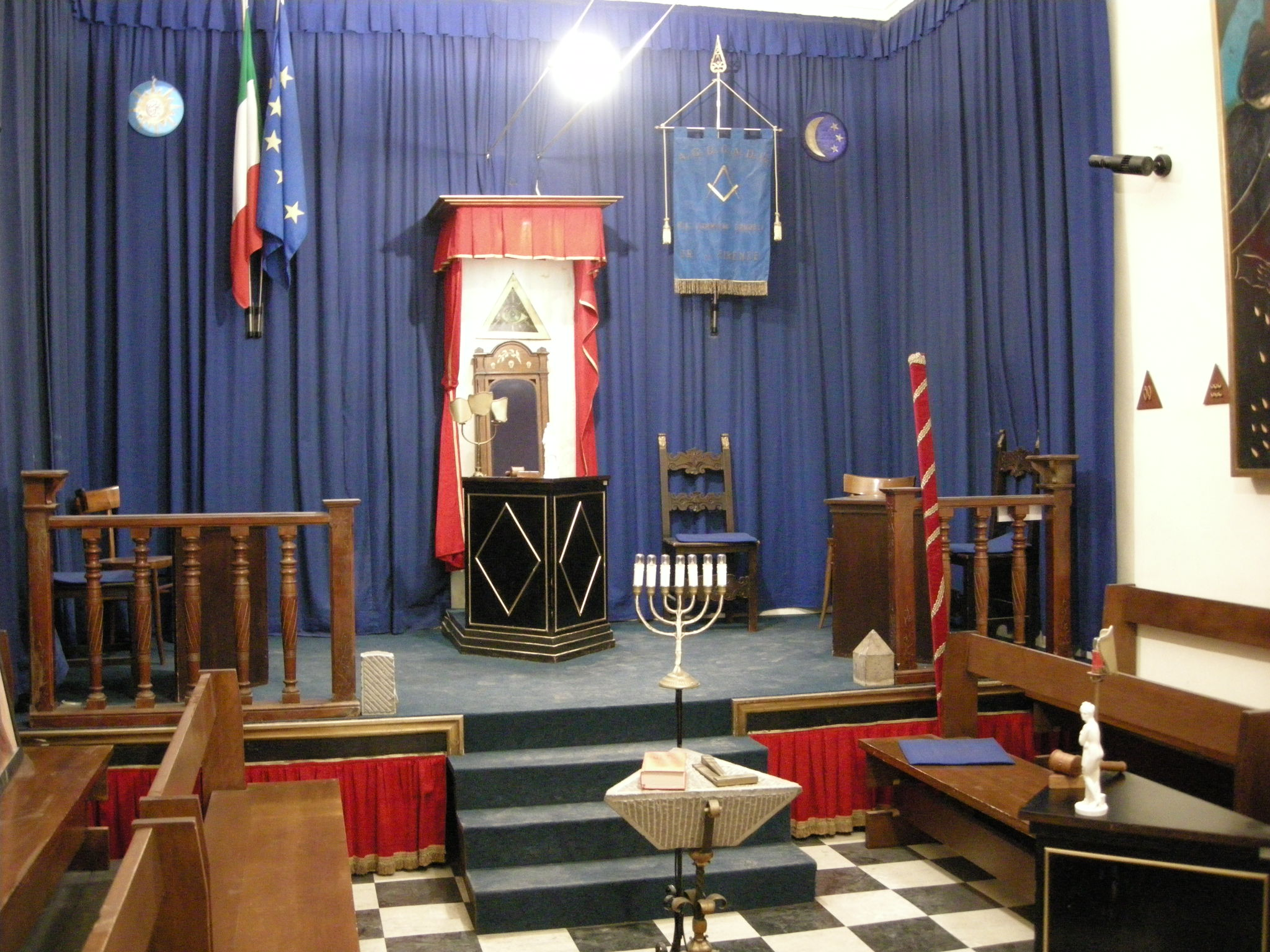
Palazzo Roffia, Italie.
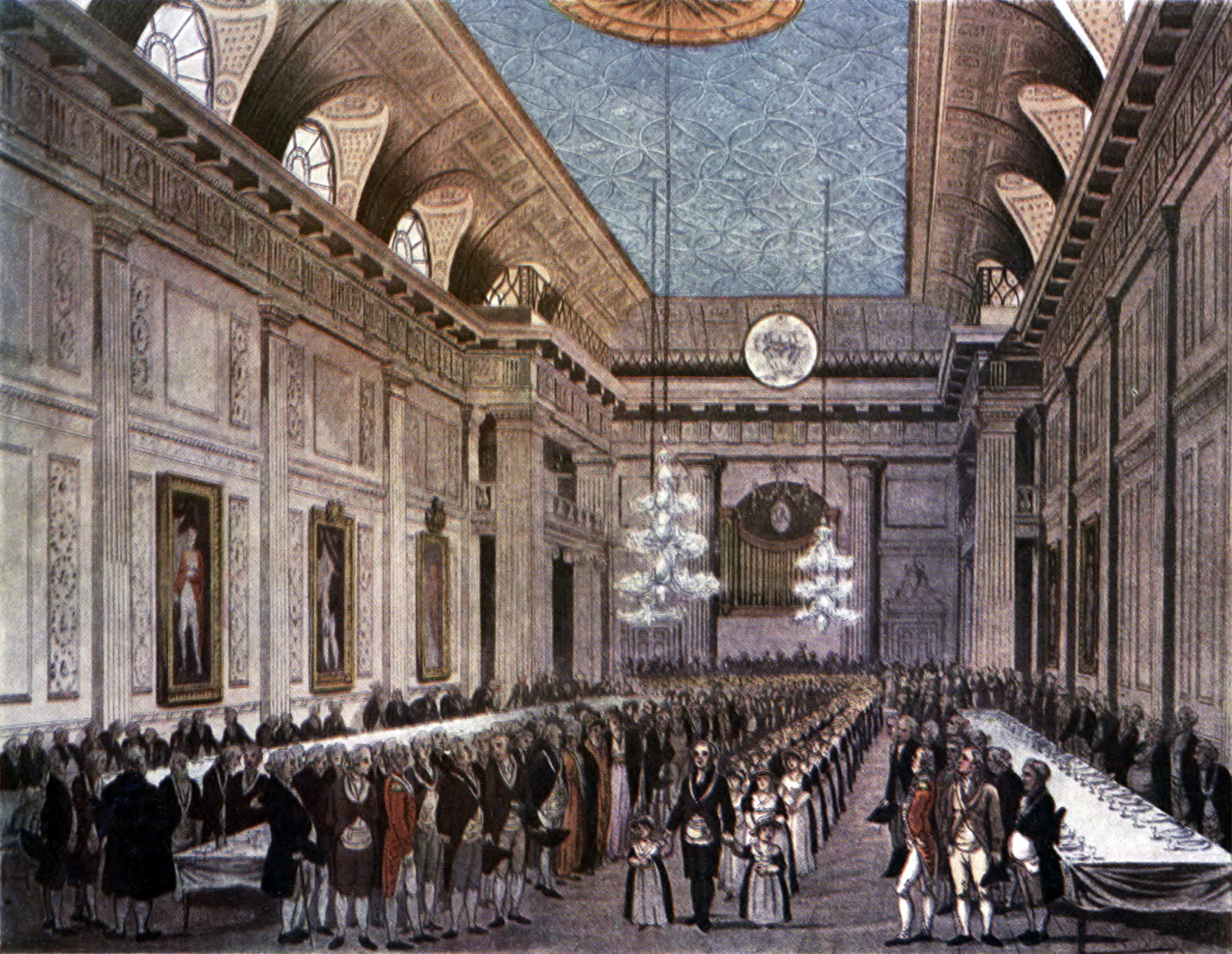
Freemasons' Hall, Londres, 1809.
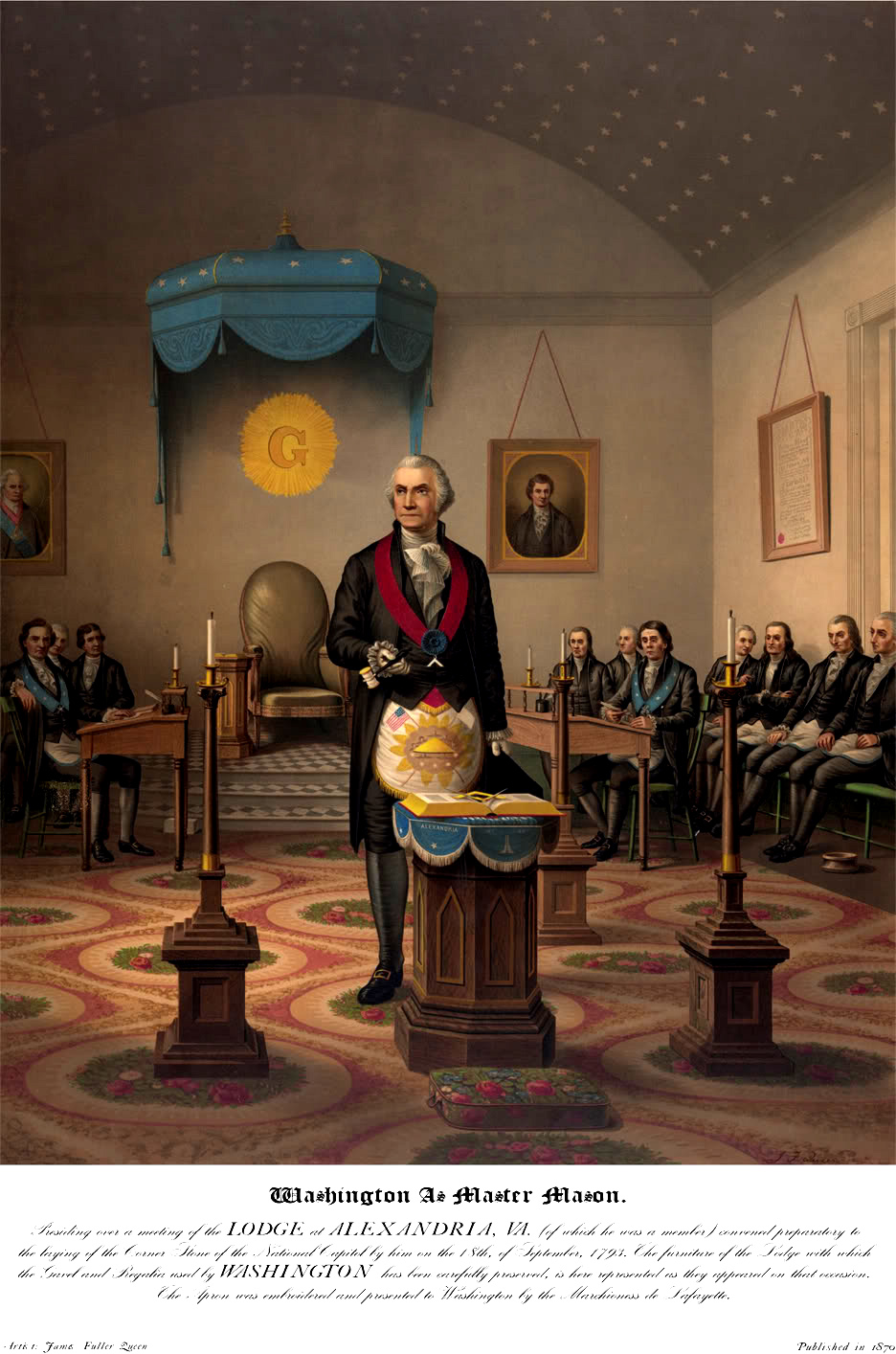
Alexandria, VA, États-Unis, 1793.
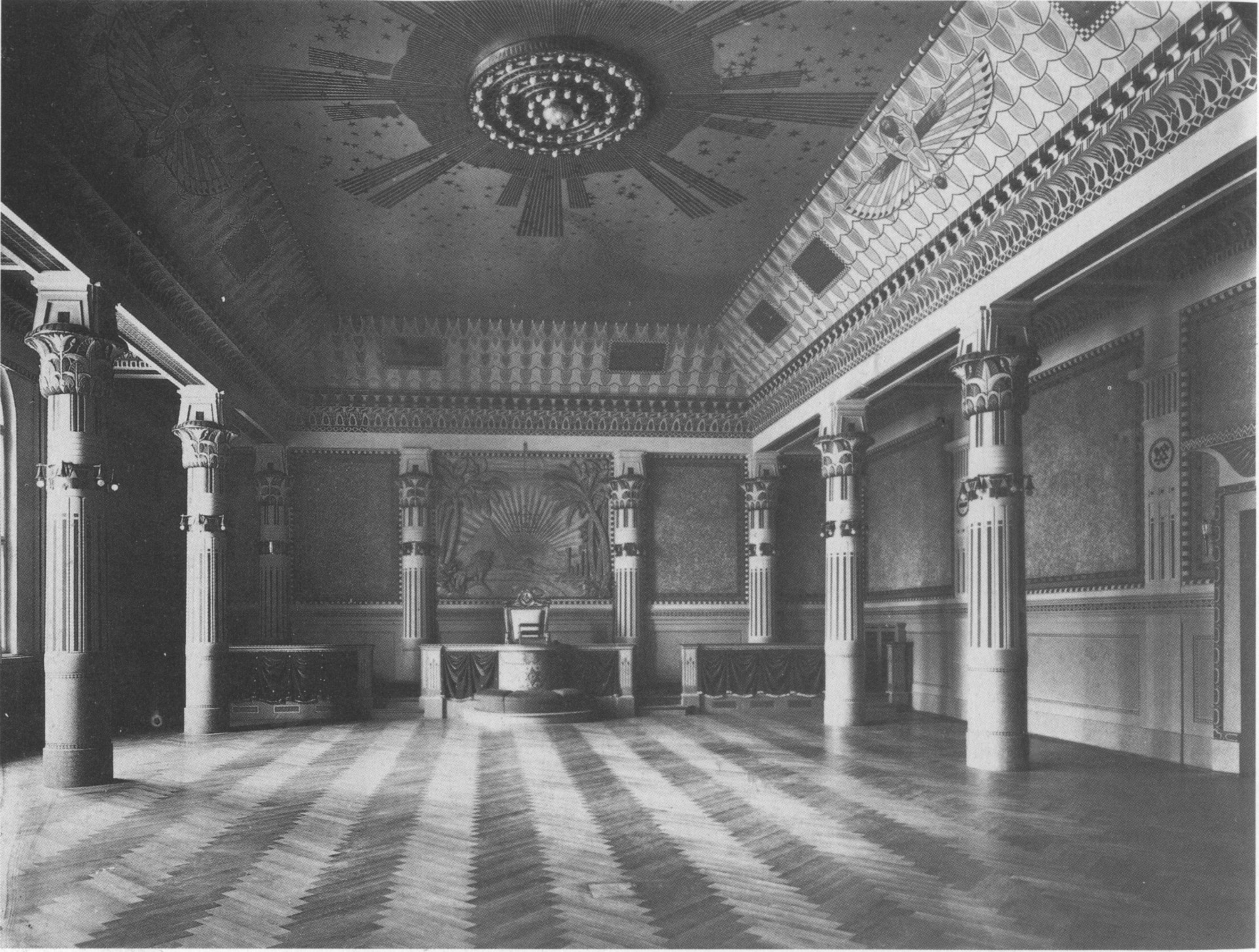
Leipzig, 1886.
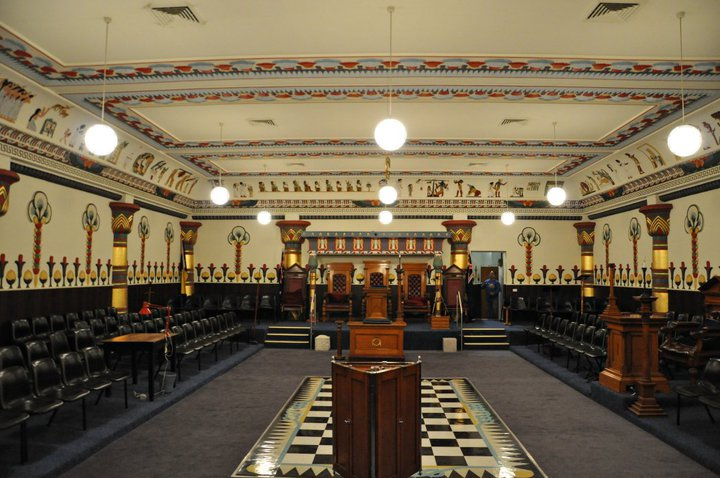
Petersham, Australie.
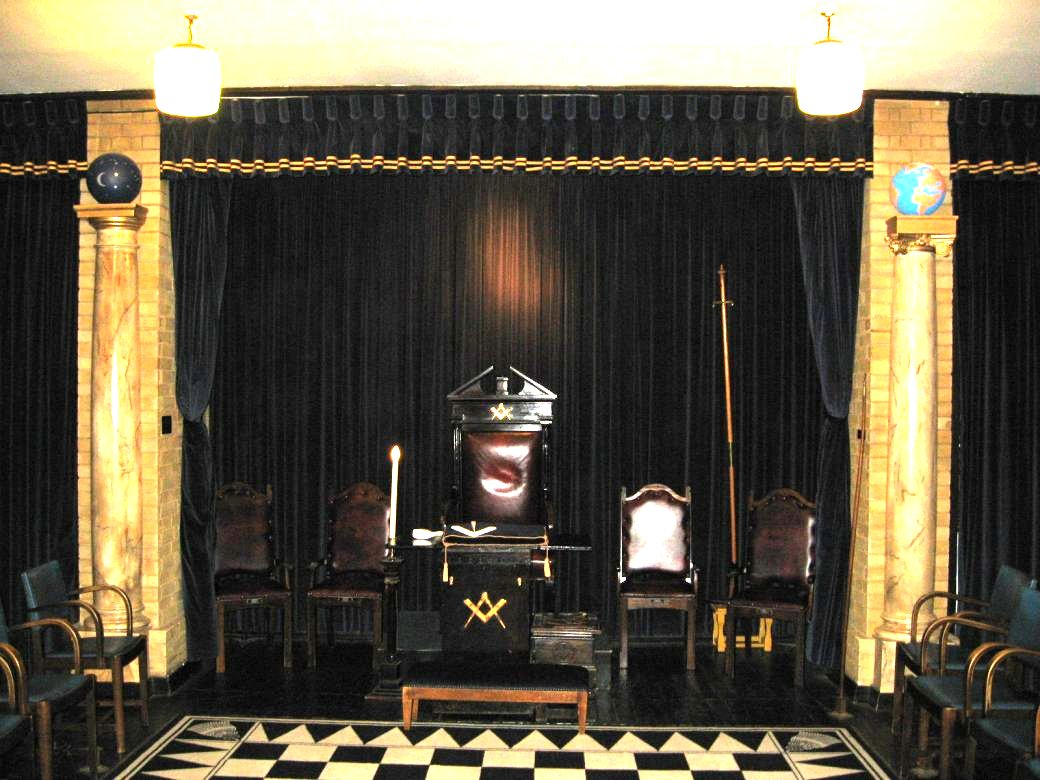
Letchworth, Angleterre.
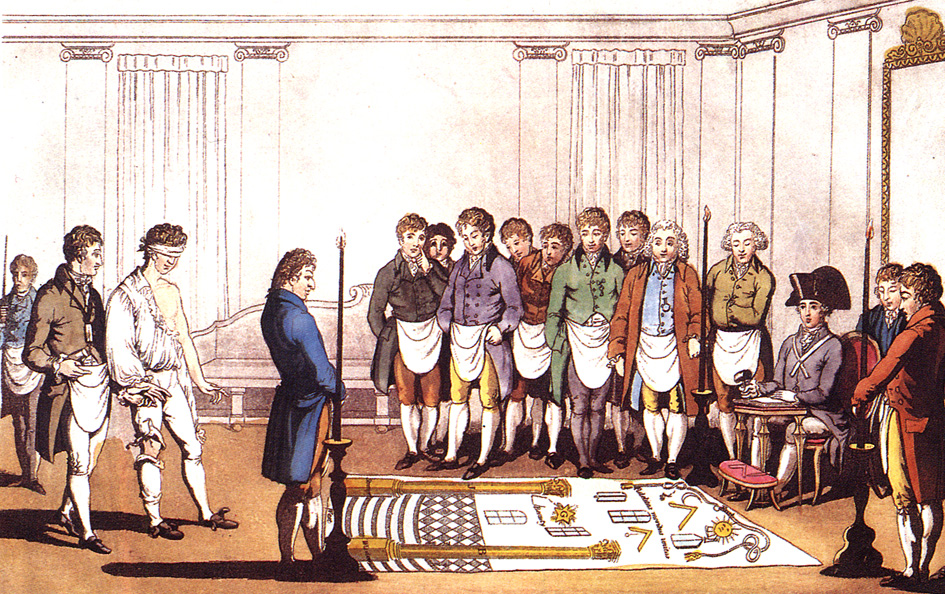
La respectable Loge mixte Les Fils d'Osiris # 3, Orient de Port-au-prince.
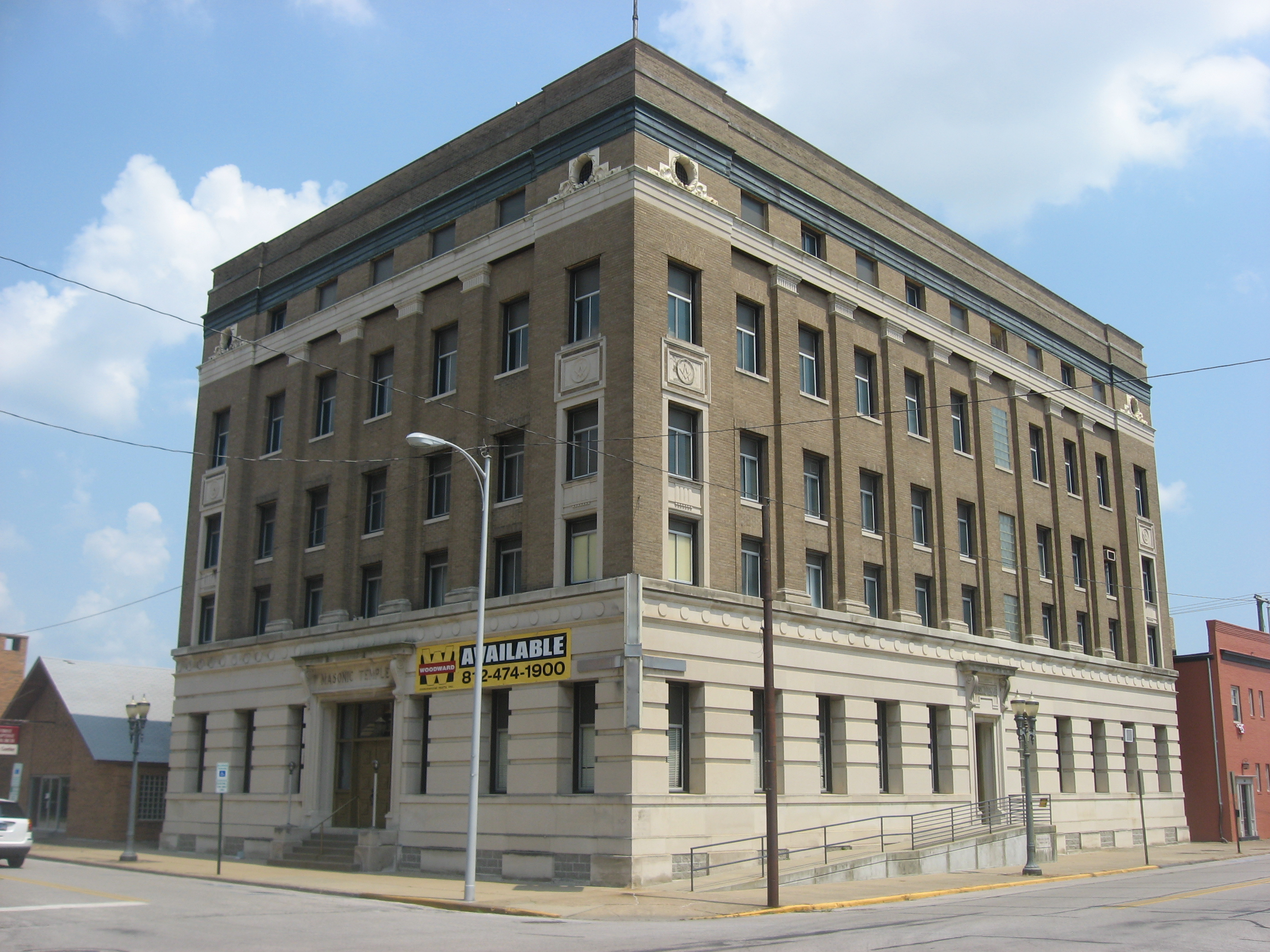
Evansville, Indiana, États-Unis.